# IOS 16
iOS 16 je šestnáctá hlavní verze mobilního operačního systému iOS společnosti Apple Inc., určená výhradně pro zařízení iPhone. Systém byl poprvé oznámen 6. června 2022 na vývojářské konferenci WWDC 2022 a oficiálně vydán 12. září 2022. iOS 16 navazuje na iOS 15 a byl následně vystřídán verzí iOS 17 dne 18. září 2023.

## Přehled
iOS 16 je první verzí systému iOS, která neobsahuje podporu pro zařízení iPod Touch, a to kvůli ukončení jeho výroby v květnu 2022. Systém ukončuje podporu pro zařízení se SoC A9 a A10 Fusion – konkrétně iPhone 6S, 6S Plus, SE 1. generace, iPhone 7, 7 Plus a iPod Touch 7. generace. Novinkou také je, že iOS 16 je poslední verzí s podporou pro iPhone 8, 8 Plus a iPhone X, které byly vypuštěny ze seznamu podporovaných zařízení při vydání iOS 17.

## Novinky a funkce

### Uzamčená obrazovka
- Kompletně přepracovaný design uzamčené obrazovky.
- Možnost změnit font a barvu času a data.
- Přidávání widgetů (např. počasí, kalendář, baterie, budík).
- Vytvoření více uzamčených obrazovek a jejich přiřazení k různým režimům soustředění.
- Nový způsob zobrazování notifikací – rolují odspodu.
- Live Activities – živé události na uzamčené obrazovce (např. skóre zápasu, doručení jídla).

### Freeform
- Nová aplikace pro kreativní spolupráci.
- Podpora kreslení, vkládání souborů, obrázků, poznámek.
- Funguje v reálném čase s více uživateli.

### Režim soustředění
- Možnost přiřadit konkrétní uzamčenou obrazovku ke konkrétnímu režimu.
- Focus filtry – např. Safari zobrazí jen pracovní panely.
- Výběr povolených/zakázaných kontaktů a aplikací.

### Oznámení
- Tři režimy zobrazení: počet, zásobník, seznam.
- Nový způsob minimalizace a seskupení.
- Live Activities trvale zobrazují stav určité akce.

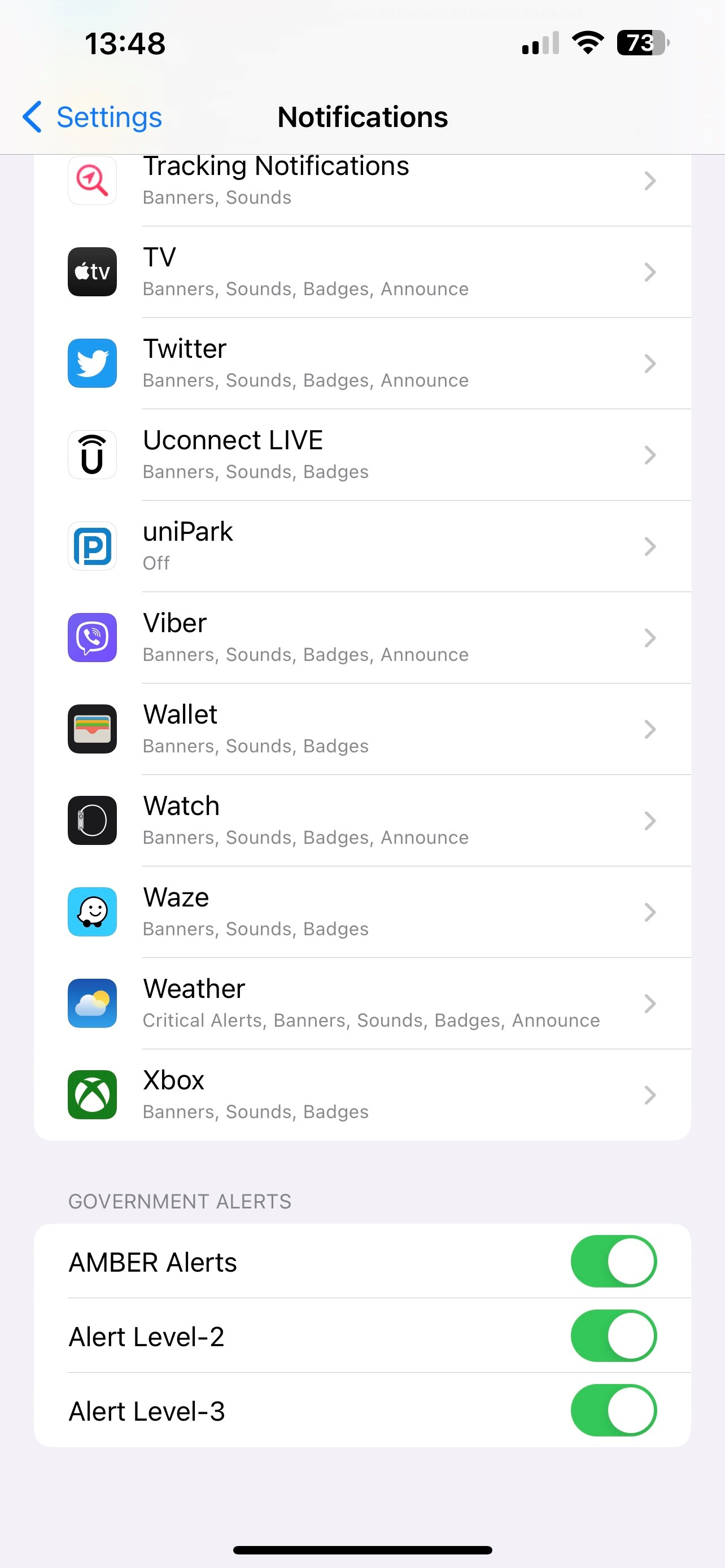
Nastavení nouzových upozornění v iOS 16.

### Zprávy
- Úprava odeslaných zpráv do 15 minut.
- Možnost smazání zprávy do 2 minut.
- Označení konverzace jako nepřečtené.
- Sdílení obsahu přes SharePlay i bez FaceTime.
- Obnova smazaných zpráv do 30 dní.
- Spolupráce na dokumentech Apple (Keynote, Pages, Numbers, atd.).

### Mail
- Možnost zrušit odeslání zprávy (do 10 sekund).
- Plánování odeslání e-mailu.
- Připomenutí k nereagovaným zprávám.
- Lepší hledání a oprava překlepů.

### Safari
- Sdílené skupiny panelů.
- Přiřazení domovské stránky pro každou skupinu.
- Piny pro oblíbené panely.
- Synchronizace rozšíření napříč zařízeními.
- Podpora formátu obrázků AVIF.[2]

### Fotky a kamera
- Sdílené knihovny fotografií přes iCloud.
- Face ID ochrana pro alba Skryté a Nedávno smazané.
- Detekce duplikátů a jejich sloučení.
- Kopírování úprav mezi fotografiemi.
- Překlad textu přímo přes kameru.

### Zdraví a fitness
- Přehled a připomínky pro léky.
- Monitorování spánkových fází pomocí Apple Watch.
- Aplikace Fitness dostupná i bez Apple Watch.

### Siri
- Ukončení hovorů hlasovým povelem („Hey Siri, zavěs“).
- Oznámení notifikací přes hlasitý výstup.

### Ovládací centrum
- Nový přehled aplikací s přístupem ke kameře/mikrofonu/lokaci.
- Nové přepínače (např. pro rychlé poznámky).

### Diktování a klávesnice
- Kombinace diktování a ručního psaní.
- Automatická interpunkce.
- Vkládání emotikonů hlasem.
- Haptická odezva při psaní.

### Živý text a vizuální vyhledávání
- Výběr textu ve videích.
- Překlady, převody měn přímo z textu.
- Extrakce objektů z fotografií – přetahování do jiných aplikací.

### Překladač
- Překlad textu kamerou v reálném čase.
- Nové jazyky: např. holandština, turečtina, vietnamština.

### Aplikace Domácnost
- Nová architektura (zavedena v iOS 16.2, znovu nasazena v 16.4).[3]
- Podpora standardu Matter pro chytrou domácnost.

### Zabezpečení a soukromí
- Lockdown Mode – pro cílené útoky a špionáž.[4]
- Passkeys – bezheslové přihlašování přes Face ID.
- Safety Check – rychlé odebrání oprávnění aplikacím a osobám.
- Rapid Security Response – bezpečnostní záplaty bez aktualizace celého systému.[5]
- Oprávnění pro přístup ke schránce (clipboard).
- Private Access Tokens – odstranění potřeby CAPTCHA.[6]

### Další změny
- Podpora ovladačů Nintendo Switch Joy-Con a Pro Controller.
- RoomPlan – API pro 3D mapování místností pomocí LiDARu.
- Možnost zálohovat i na 4G.
- Přenos eSIM přes Bluetooth.

## Podporovaná zařízení
iOS 16 vyžaduje zařízení s čipem A11 Bionic nebo novějším. To znamená, že ukončuje podporu pro zařízení s čipy A9  a A10 Fusion, jako jsou iPhone 6S, 6S Plus, první generace iPhone SE, iPhone 7, 7 Plus a iPod Touch (7. generace).
Je to zároveň první verze systému iOS, která:
- nepodporuje žádné zařízení s 3,5mm konektorem na sluchátka,
- definitivně ukončuje podporu iPodu Touch,
- jako první verze ruší podporu pro první generaci iPhone SE.

Zařízení s čipem A11 Bionic (iPhone 8, 8 Plus a iPhone X) mají v iOS 16 omezenou podporu, zatímco zařízení s čipem A12 Bionic a novější mají plnou podporu všech funkcí.
Ukončení podpory pro iPhone 7 a 7 Plus vyvolalo kritiku, neboť iPady 5., 6. a 7. generace s podobným nebo slabším hardwarem i přesto obdržely iPadOS 16.

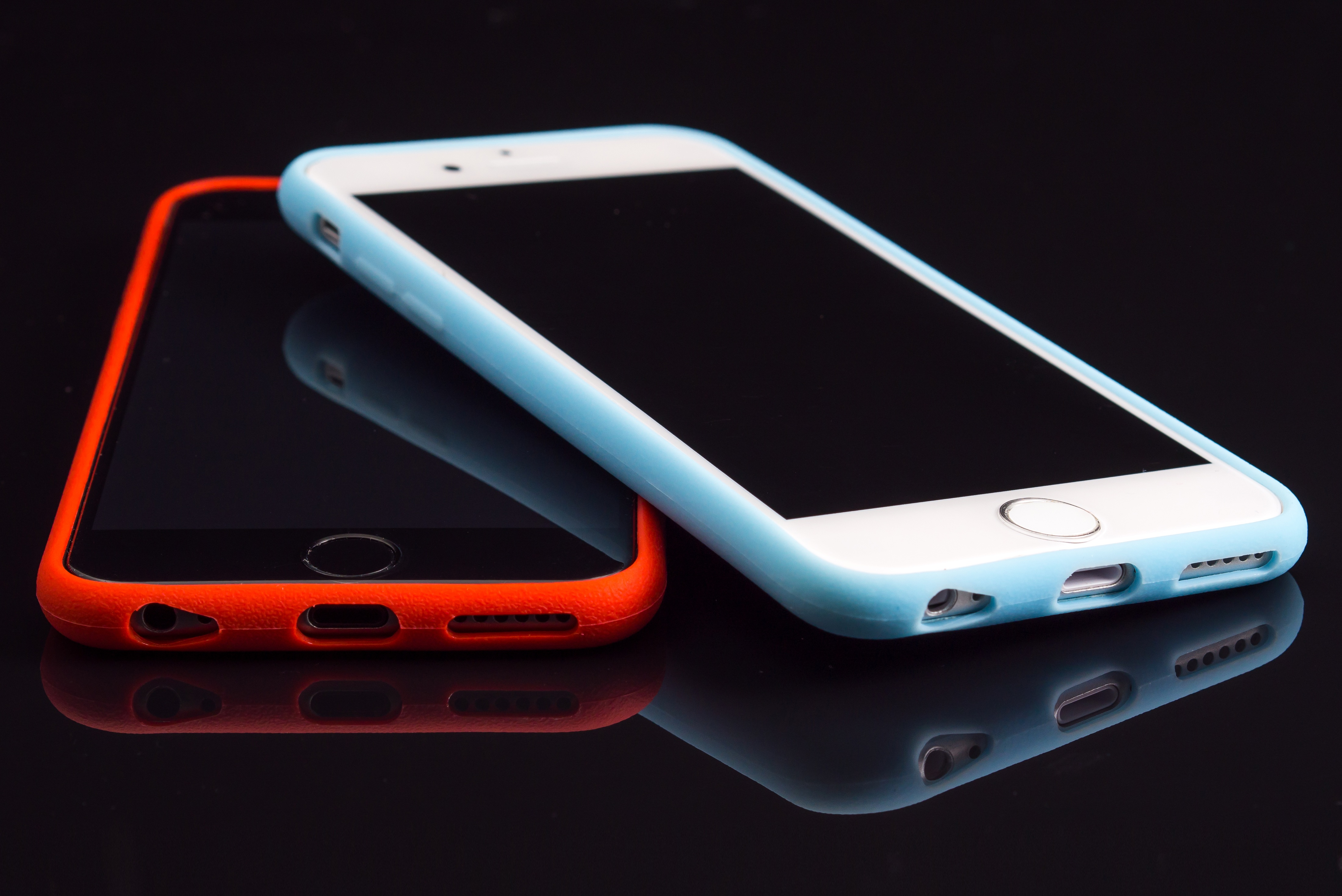
iPhone

Podporovaná zařízení:
- iPhone 8
- iPhone 8 Plus
- iPhone X
- iPhone XR
- iPhone XS
- iPhone XS Max
- iPhone 11
- iPhone 11 Pro
- iPhone 11 Pro Max
- iPhone SE (2. generace)
- iPhone SE (3. generace)
- iPhone 12
- iPhone 12 mini
- iPhone 12 Pro
- iPhone 12 Pro Max
- iPhone 13
- iPhone 13 mini
- iPhone 13 Pro
- iPhone 13 Pro Max
- iPhone 14
- iPhone 14 Plus
- iPhone 14 Pro
- iPhone 14 Pro Max

## Historie verzí
| Verze       | Datum vydání      | Poznámky                                       |
| ----------- | ----------------- | ---------------------------------------------- |
| iOS 16.0    | 12. září 2022     | První veřejná verze                            |
| iOS 16.0.2  | 22. září 2022     | Opravy chyb (např. vibrace při focení)         |
| iOS 16.1    | 24. října 2022    | Podpora Live Activities, iCloud Shared Library |
| iOS 16.2    | 13. prosince 2022 | Aplikace Freeform, nový HomeKit backend        |
| iOS 16.3    | 23. ledna 2023    | Podpora bezpečnostních klíčů pro Apple ID      |
| iOS 16.4    | 27. března 2023   | Znovuobnovení nové architektury HomeKit        |
| iOS 16.5    | 18. května 2023   | Nová sekce „My Sports“ v Apple News            |
| iOS 16.6    | 24. července 2023 | Bezpečnostní opravy                            |
| iOS 16.7    | 21. září 2023     | Pro zařízení nepodporující iOS 17              |
| iOS 16.7.11 | 31. března 2025   | Poslední bezpečnostní aktualizace              |